# Perreux, Yonne
Perreux är en kommun i departementet Yonne i regionen Bourgogne-Franche-Comté i norra Frankrike. Kommunen ligger i kantonen Charny som tillhör arrondissementet Auxerre. År 2018 hade Perreux 337 invånare.

## Befolkningsutveckling
Antalet invånare i kommunen Perreux
| Referens: INSEE |